# Helmut Schneider (Fußballspieler)
Helmut Schneider (* 13. Juli 1913 in Altrip; † 13. Februar 1984 in Mannheim) war ein deutscher Fußballspieler und -trainer. Karrierehöhepunkte sind ein Länderspiel 1940 und zwei deutsche Meisterschaften, die er als Trainer 1956 und 1957 mit Borussia Dortmund gewann.

## Spielerkarriere

### Vereinsspieler, 1924 bis 1945
Beim TuS Altrip (hier begann auch Jahrzehnte später die Karriere von Manfred Kaltz) direkt am Rhein gelegen, erlernte der Schüler Helmut Schneider in der Jugendabteilung ab dem Jahre 1924 das Fußballspielen. Mit 20 Jahren wechselte er 1933 nach München zum Deutschen Meister des Jahres 1932, zum FC Bayern München. Mit den Bayern belegte er in der Gauliga Bayern 1933/34 und 1934/35 die Plätze drei und vier. Danach wechselte er 22-jährig zum SV Waldhof Mannheim, für den er gemeinsam mit dem ein Jahr älteren Otto Siffling im Sturm spielte und 1936 und 1937 die Meisterschaft in der Gauliga Baden gewann. Im Pokal-Finale von 1939, das im April 1940 ausgespielt wurde, verlor er auf der rechten Verteidigerposition auflaufend mit seiner Mannschaft mit 0:2 gegen den 1. FC Nürnberg. In den Jahren 1940 und 1942 folgten zwei weitere Titelgewinne in der Gauliga Baden.
In den Kriegsjahren von 1942 bis 1945 spielte er durch Wehrmacht-Stationierungen bedingt bei der SpVgg Fürth in der Gauliga Bayern und beim Luftwaffensportverein Berlin. Der temperamentvolle Allroundspieler feierte zwar seine größten Erfolge als Verteidiger, hatte aber vom Sturm über die Läuferreihe auf allen Positionen einen guten Eindruck hinterlassen.

### Reichsbundpokal 1935 bis 1940, Nationalmannschaft 1940
Am 13. Oktober 1935 debütierte Helmut Schneider als Mittelstürmer in der Gau-Auswahl von Baden beim Spiel in Mannheim gegen Nordhessen. Otto Siffling dirigierte bei dem 3:2-Erfolg das Spiel und Karl Striebinger vom VfR Mannheim stürmte am linken Flügel. Seine zehnte und letzte Berufung in der Badischen-Auswahl bestritt er in der Saison 1939/40. Durch die Spiele im Tschammerpokal und in der Gau-Auswahl hatte sich Helmut Schneider in das Blickfeld des Nationaltrainers gespielt. Für das am 1. September 1940 in Leipzig ausgetragene Länderspiel berief ihn Reichstrainer Sepp Herberger in die Nationalmannschaft. Er vertrat den verletzten Stammverteidiger Paul Janes und bildete mit Alfons Moog das Verteidiger-Paar. Weiterer Debütant war Walter Dzur vom Dresdner SC. Das Paradestück des mit 13:0 siegreichen Teams bildete der Innensturm mit Wilhelm Hahnemann (6 Tore), Fritz Walter (2 Tore) und Edmund Conen (4 Tore). Weitere Berufungen in die Nationalmannschaft folgten nicht, aber in der Zeit vom 24. bis 29. März 1941 nahm der Waldhof-Spieler an dem Vorbereitungskurs zum Länderspiel gegen die Auswahl Ungarns am 6. April 1941 in Köln teil.

### Spieler/Spielertrainer, 1945/46 bis 1950
Bereits am 9. September 1945 fand, in der durch den Krieg stark zerstörten Stadt Mannheim, nach Genehmigung durch die Militärregierung, das erste Derby zwischen dem VfR und Waldhof statt. Helmut Schneider spielte auf Seiten von Waldhof Verteidiger, Oskar Rohr beim VfR Mittelstürmer. Am 4. November 1945 wurde im Süden die Oberligasaison 1945/46 angepfiffen. Waldhof gastierte beim FSV Frankfurt. Am Rundenende belegte Waldhof Rang vier und Helmut Schneider hatte in 22 Spielen mitgewirkt und dabei drei Tore erzielt. Für Süddeutschland bestritt er im März und Juni 1946 zwei Repräsentativspiele gegen Westdeutschland. Mit 33 Jahren übernahm Helmut Schneider zur Saison 1946/47 das Amt des Spielertrainers beim 1. FSV Mainz 05 in der Oberliga Südwest, Gruppe Nord. In zwei Runden absolvierte er 33 Spiele und schoss vier Tore. Souverän beherrschte der 1. FC Kaiserslautern die Gegner im Südwesten. Seine Kriegskontakte führten ihn als Spieler-Trainer jetzt wieder nach Fürth. In der Saison 1948/49 dirigierte er die Spielvereinigung mit dem 2. Platz aus der Landesliga Bayern in die Oberliga Süd. Spektakulär gewann der Aufsteiger in der Saison 1949/50 die Meisterschaft. Schneider war in sieben Oberliga-Begegnungen noch als Spieler angetreten. In der Endrunde um die deutsche Meisterschaft 1950 war er nur noch als Trainer im Einsatz. Im Halbfinale scheiterte der Süd-Meister am Zweiten der Meisterschaft VfB Stuttgart mit 1:4 Toren. Die Schwaben gewannen den Titel gegen den Dritten der Meisterschaft Kickers Offenbach. Mit der Saison 1949/50 endete die Spielerkarriere von Helmut Schneider.

## Trainerkarriere, 1950 bis 1969

### Anfangsjahre
In seinem ersten Jahr als reiner Fußballtrainer, der Altriper hatte an der Deutschen Sporthochschule Köln unter Lehrgangsleiter Sepp Herberger im ersten Jahrgang 1948 die Fußball-Lehrer-Lizenz gemeinsam mit Fritz Langner, Hennes Weisweiler und Herbert Widmayer erworben, bestätigte er mit der Vizemeisterschaft 1950/51 den Titelgewinn des Vorjahres. Dadurch zog er erneut mit der SpVgg Fürth gegen 1. FC Kaiserslautern, den FC Schalke 04 und den FC St. Pauli in die Endrunde ein. Herausragende Spieler der Fürther in der Ära Schneider waren Max Appis, Herbert Erhardt, Richard Gottinger, Karl Mai und Horst Schade. Der unruhige Fußball-Wanderer kehrte 1951 nach Mannheim zurück und übernahm das Traineramt beim dort ansässigen VfR, der in der abgelaufenen Saison lediglich den 12. Rang belegt hatte. Trotz der 22 Tore des Neuzuganges Werner Baßler vom 1. FC Kaiserslautern konnte Trainer Schneider nicht ernsthaft um die Meisterschaft mitspielen. Der VfR Mannheim hatte mit 14:16 Punkten in der Vorrunde einen schwachen Start. Er verbesserte sich zwar in der Rückrunde auf 18:12 Zähler, mehr als der fünfte Platz kam damit aber nicht mehr zustande. Schneider unterschrieb nach einem Jahr beim VfR Mannheim als Nachfolger von Spieler-Trainer Hennes Weisweiler beim 1. FC Köln in der Oberliga West als Trainer für die Saison 1952/53.
Dem Mann aus der Kurpfalz gelang es den Tabellenfünften der Runde 1951/52 auf Anhieb zur Vizemeisterschaft im Westen zu führen und damit auch den Einzug in die Endrunde zu erreichen. In den Spielen um die deutsche Fußballmeisterschaft 1953 hatten es die „Geißböcke“ mit Eintracht Frankfurt, dem 1. FC Nürnberg und mit Holstein Kiel zu tun. Die Walter-Elf setzte sich in den Gruppenspielen durch und zog in das Finale ein. Säulen der Kölner Mannschaft waren die Spieler Frans de Munck, Paul Mebus, Georg Gawliczek, Josef Röhrig und Hans Schäfer.
Zu Beginn der Saison 1953/54 übernahm er den FK Pirmasens in der Oberliga Südwest. Nach glänzendem Start holte sich Pirmasens mit einem 2:1-Sieg im Heimspiel vor 25.000 Zuschauern gegen den 1. FC Kaiserslautern auch die Herbstmeisterschaft. Am Schlusstag der Saison entschied Kaiserslautern am 11. April 1954 mit einem 4:0-Sieg im Heimspiel gegen den bisherigen Tabellenführer FKP mit einem Punkt Vorsprung die Meisterschaft in letzter Minute zu ihren Gunsten. Durch das Weltmeisterschaftsturnier 1954 in der Schweiz vom 16. Juni bis 4. Juli wurde nur eine reduzierte deutsche Meisterschaft 1954 durchgeführt. Es nahmen nur die Oberligameister und der Zweitplatzierte aus dem Südwesten daran teil, der mit Torhüter Heinz Kubsch und Stopper Hermann Laag leer ausging. In seiner zweiten Saison in Pirmasens belegte Helmut Schneider mit Mannschaft den 5. Platz und beendete damit seine Zusammenarbeit; er hatte einen neuen Vertrag bei Borussia Dortmund unterschrieben.

### Borussia Dortmund, 1955 bis 1957
Mit 30:30 Punkten hatte der Ballspielverein Borussia in der Saison 1954/55 fünfzehn Punkte Rückstand zum Westmeister Rot-Weiss Essen aufzuweisen gehabt. Es wurde der Trainer ausgewechselt und auf die Qualitäten des erfolgreichen Helmut Schneider gesetzt. Er hatte zuvor Fürth, Köln und Pirmasens in den Oberligen nach vorne gebracht. Der Spielerkader wurde mit dem Heimkehrer Helmut „Jockel“ Bracht von der SpVgg Herten und dem 20-jährigen Talent Aki Schmidt von der SpVg Berghofen punktuell ergänzt. Schmidt, vom Dortmunder Vorortverein an den Borsigplatz gewechselt, hatte aber eine einjährige Wechselsperre abzusitzen und konnte erst in der Saison 1956/57 das neue Team von Trainer Helmut Schneider verstärken. Die Elf vom Stadion Rote Erde gewann zuerst die Meisterschaft in der Oberliga West vor Schalke und Aachen. Die „drei Alfredos“ hatten dazu 63 Tore beigesteuert. Das BVB-Innentrio mit Alfred Preißler (17 Tore), Alfred Kelbassa (22 Tore) und Alfred Niepieklo (24 Tore) harmonierte prächtig und war zudem extrem torgefährlich. Durch das bessere Torverhältnis gegenüber dem punktgleichen Hamburger SV zogen die Dortmunder in der Endrunde in das Finale um die deutsche Fußballmeisterschaft 1956 gegen den Karlsruher SC ein, das in Berlin Helmut Schneider mit seiner Mannschaft mit 4:2 Toren für sich entschied.
In der zweiten Saison avancierte der nun spielberechtigte Aki Schmidt zum Stammspieler (28 Spiele – 13 Tore) und verdrängte Niepieklo mit 15 Einsätzen und lediglich einem Treffer zumeist auf die Ersatzbank. Als der spielerisch überzeugende Halbstürmer durch Bundestrainer Sepp Herberger im April 1957 auch noch in die Nationalmannschaft berufen wurde, war der Positionswechsel deutlich vollzogen. Nach der Titelverteidigung in der Oberliga West stand im Juni 1957 die Endrunde an. Nur im ersten Gruppenspiel beim 2:1-Erfolg in Ludwigshafen gegen Kickers Offenbach (Torschützen Niepieklo und Schmidt) setzte Trainer Schneider Aki Schmidt ein. Gegen den 1. FC Kaiserslautern und Hertha BSC (2:1-Sieg durch zwei Niepieklo-Treffer) spielte ebenso wie am Finaltag gegen den Hamburger SV die komplette Meistermannschaft des Vorjahres. Das Endspiel gewannen die Schneider-Schützlinge mit 4:2 Toren. Wiederum hatte Niepieklo zwei Treffer erzielt.
Im Oktober und November 1956 hatte Helmut Schneider mit seinem Team im Europapokal der Landesmeister die Kräfte mit Manchester United gemessen. Dabei setzte sich die Mannschaft von Matt Busby knapp – mit 3:2 nach Hin- und Rückspiel – durch.
Der Meistertrainer des zweifachen Titelträgers Borussia Dortmund, Helmut Schneider, verließ die Stätte seines Triumphes, nahm Helmut Kapitulski mit und zog wieder zurück nach Pirmasens in die Oberliga Südwest.

### FK Pirmasens und FC Bayern München, 1957 bis 1963
In Pirmasens hatte es in der Saison 1956/57 lediglich zu Platz acht gereicht. Die Hoffnung auf Besserung gründete sich deutlich auf die Person des Rückkehrers Helmut Schneider. Mit drei Meistertiteln in den Jahren 1958, 1959 und 1960 konnte Helmut Schneider die in ihn gesetzten Hoffnungen im Südwesten erfüllen. Auch die Personalie Helmut Kapitulski entwickelte sich zu einem Volltreffer. In den Endrunden wurden dem dreifachen Südwestmeister aber die sportlichen Grenzen aufgezeigt. Nach dem 5. Platz in seiner vierten Saison 1960/61 unterschrieb Schneider beim FC Bayern München einen neuen Vertrag und wechselte Liga und Stadt.
Bei den Bayern hatte schon deutlich die Drucksituation wegen der Nominierung zur Bundesliga für die Saison 1963/64 Einzug gehalten. Mit weiteren achten Rängen wie in der Saison 1960/61 konnte das Ziel der Aufnahme in diese neue Spitzenliga nicht realisiert werden. Helmut Schneider erreichte in den zwei abschließenden Oberligarunden jeweils den 3. Rang, hatte die Bayern unter die ersten fünf der Liga geführt und damit seinen Ruf als Erfolgstrainer bestätigt. Der DFB nominierte aber den Stadtrivalen TSV 1860 München für die Bundesliga, der in der Saison 1962/63 den Titel im Süden gewann. Personell hatten unter der Trainingsleitung von Helmut Schneider die talentierten Stürmer Dieter Brenninger und Rainer Ohlhauser sowie die Defensivkräfte Adolf Kunstwadl und Peter Kupferschmidt den Einzug in die Stammformation gehalten. Der FC Bayern München musste den Umweg über die Regionalliga Süd versuchen, Helmut Schneider wechselte zum 1. FC Saarbrücken und gelangte mit der Mannschaft direkt in die Bundesliga.

### Bundesliga, 1963 bis 1969
Der 1. FC Saarbrücken wurde in der Saison 1962/63 in der Südwestoberliga hinter dem 1. FC Kaiserslautern, Borussia Neunkirchen, FK Pirmasens und Wormatia Worms Fünfter und zusammen mit der Betzenbergelf für die Bundesliga nominiert. Als Neuzugänge kamen Heinz Steinmann von Schwarz-Weiß Essen, Werner Hölzenbein vom TuS Neuendorf und Werner Rinas von Hamborn 07 in das Ludwigsparkstadion. Die sportliche Konzentration des deutschen Vereinsfußballes im Debütjahr der Bundesliga 1963/64 erwies sich für die neue Truppe von Helmut Schneider als zu leistungsstark, die Saarbrücker stiegen zusammen mit Preußen Münster ab. Im Januar 1965 ereilte der Hilferuf aus dem Karlsruher Wildpark den ehemaligen Erfolgstrainer der Oberliga-Ära. Als Nachfolger von Kurt Sommerlatt übernahm er ab dem 27. Januar 1965 nach dem 19. Spieltag den Karlsruher SC auf dem 16. Tabellenplatz mit 13:25 Punkten. Am Saisonende blieben der FC Schalke 04 und der Karlsruher SC nur durch eine Aufstockung der Bundesliga auf 18 Vereine vom Abstieg verschont. Nach der 2:5-Niederlage bei Hannover 96 am 16. Oktober 1965 wurde Helmut Schneider in Karlsruhe mit 2:14 Punkten entlassen. 
Eigentlich war vorgesehen – das wurde im Januar 1965 verlautbart – dass er zur Saison 1965/66 Hertha BSC in Nachfolge von Josef „Jupp“ Schneider übernimmt. Das scheiterte aber am Zwangsabstieg der Hertha wegen finanzieller Unregelmäßigkeiten zum Saisonende 1964/65. Später kehrte er zum FK Pirmasens zurück, mit „die Klub“ blieb dieses Mal jedoch der Erfolg aus und Ende September 1969 musste er beim Klub seinen Sessel räumen und wurde durch den bisherigen Jugendtrainer Richard Winking ersetzt.
Die dritte und letzte Möglichkeit, in der Bundesliga an die vergangenen Oberligaerfolge anzuknüpfen, hatte er durch sein Engagement bei Borussia Dortmund ab dem 1. Januar 1969. Bereits Mitte Dezember des Vorjahres wollte ihn der Klub als Nachfolger des krankheitsbedingt ausfallenden Oswald Pfau, der später dem erlittenen Herzinfarkt erliegen sollte, verpflichten, aufgrund des noch aufzulösenden Vertrags mit dem FK Pirmasens wurde er bis zum Amtsantritt nach Jahreswechsel durch Helmut Bracht vertreten. Nach einer Serie von vier Niederlagen inklusive einem 0:1 im Revierderby gegen den FC Schalke 04 wurde er nach acht Spielen im Amt am 17. März 1969 entpflichtet, Hermann Lindemann übernahm.

## Sonstiges
Schneider war ein Verfechter des „gleitenden Flachpasses“. Darunter verstand er vor allem die Exaktheit des Spiels, das flüssige Kombinieren, gepaart mit Schnelligkeit und Eleganz. Ein Freund ausgeklügelter taktischer Systeme war er dagegen nicht: „Wichtig ist, dass meine Spieler den Ball beherrschen. Alles andere ist dann eine Frage der Zeit und des Trainings“, sagte er.
Helmut Schneider zog sich 1969 aufs Altenteil zurück und verbrachte seinen Lebensabend in Mannheim.